# Flamagra
Flamagra è il sesto album in studio del musicista statunitense Flying Lotus, pubblicato nel 2019.

## Tracce
1. Heroes – 2:44
2. Post Requisite – 2:08
3. Heroes in a Half Shell – 1:17
4. More (featuring Anderson .Paak) – 4:17
5. Capillaries – 1:54
6. Burning Down the House (featuring George Clinton) – 3:03
7. Spontaneous (featuring Little Dragon) – 2:08
8. Takashi – 5:51
9. Pilgrim Side Eye – 1:30
10. All Spies – 1:45
11. Yellow Belly (featuring Tierra Whack) – 3:11
12. Black Balloons Reprise (featuring Denzel Curry) – 2:41
13. Fire Is Coming (featuring David Lynch) – 3:16
14. Inside Your Home – 1:26
15. Actually Virtual (featuring Shabazz Palaces) – 1:58
16. Andromeda – 1:28
17. Remind U – 2:41
18. Say Something – 1:15
19. Debbie Is Depressed – 2:19
20. Find Your Own Way Home – 1:40
21. The Climb (featuring Thundercat) – 3:15
22. Pygmy – 1:24
23. 9 Carrots (featuring Toro y Moi) – 3:01
24. FF4 – 1:11
25. Land of Honey (featuring Solange) – 3:27
26. Thank U Malcolm – 1:32
27. Hot Oct. – 4:35